# San Andrés del Valle (título cardenalicio)
San Andrés del Valle es un título cardenalicio de la Iglesia Católica. Fue instituido por el papa Juan XXIII en 1960 con la constitución apostólica Quandoquidem in more.

## Titulares
- Luigi Traglia (31 de marzo de 1960 - 28 de abril de 1968)
- Joseph Höffner (30 de abril de 1969 - 16 de octubre de 1987)
- Giovanni Canestri (28 de junio de 1988 - 29 de abril de 2015)
- Dieudonné Nzapalainga, C.S.Sp., (19 de noviembre de 2016)